# Niponius bicolor
Niponius bicolor är en skalbaggsart som beskrevs av Gardner 1935. Niponius bicolor ingår i släktet Niponius och familjen stumpbaggar. Inga underarter finns listade i Catalogue of Life.